# La Biela

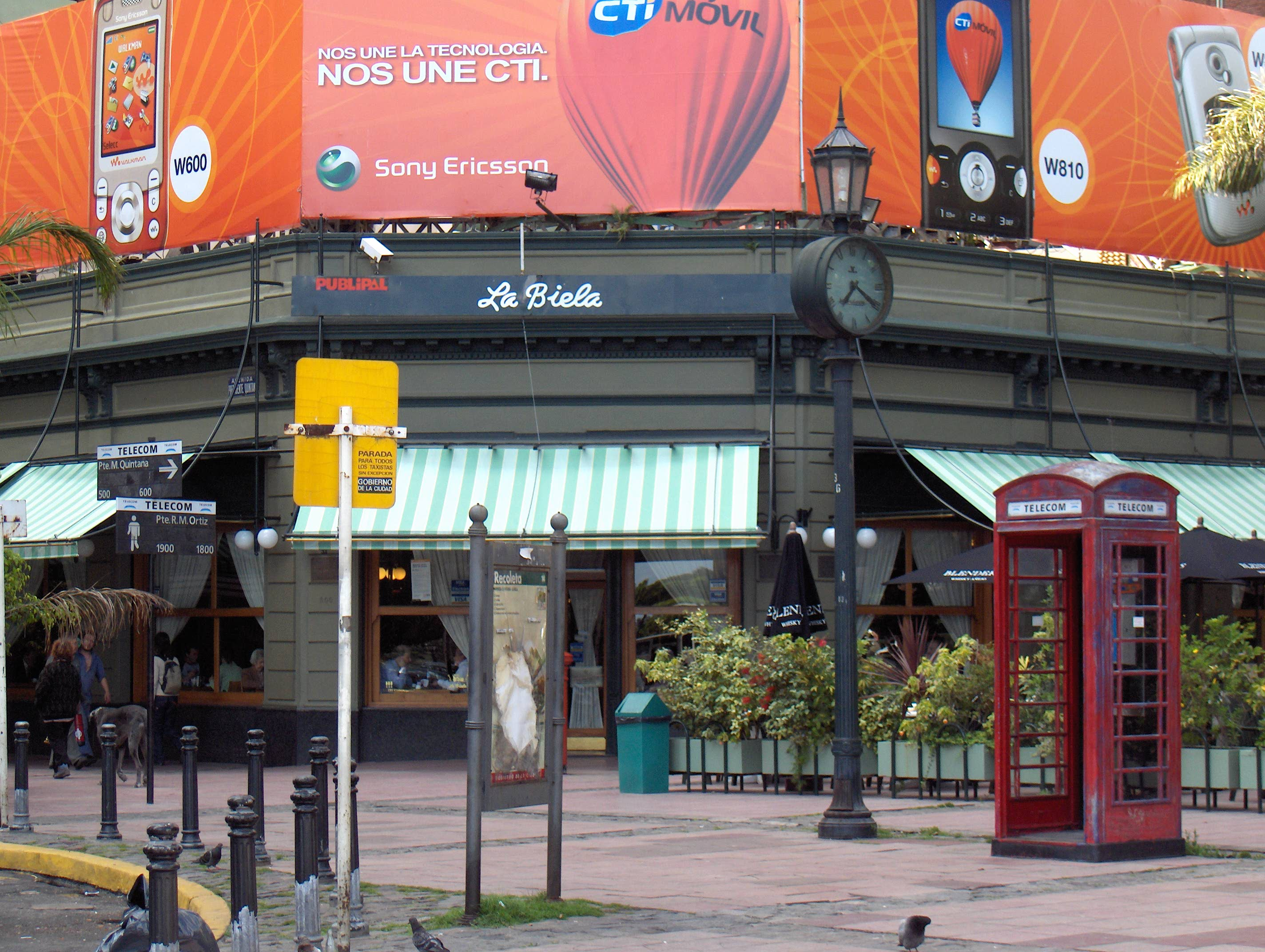
Frente de La Biela, sobre la Avenida Quintana, en 2006.

La Biela es un representativo bar de Buenos Aires, Argentina, ubicado en el corazón de la Recoleta. Emplazado en el 600 de la Avenida Presidente Quintana, es un sitio de reunión característico de turistas y vecinos.

## Nombre
Su nombre actual procede de los años 1950, cuando en Argentina hubo un auge del automovilismo entre la clase alta y la clase media, que duró hasta fines de los años 1970. El nombre evoca a una biela de automóvil, acorde a la jerga "tuerca" (automovilística argentina) de ese momento.

## Bar notable

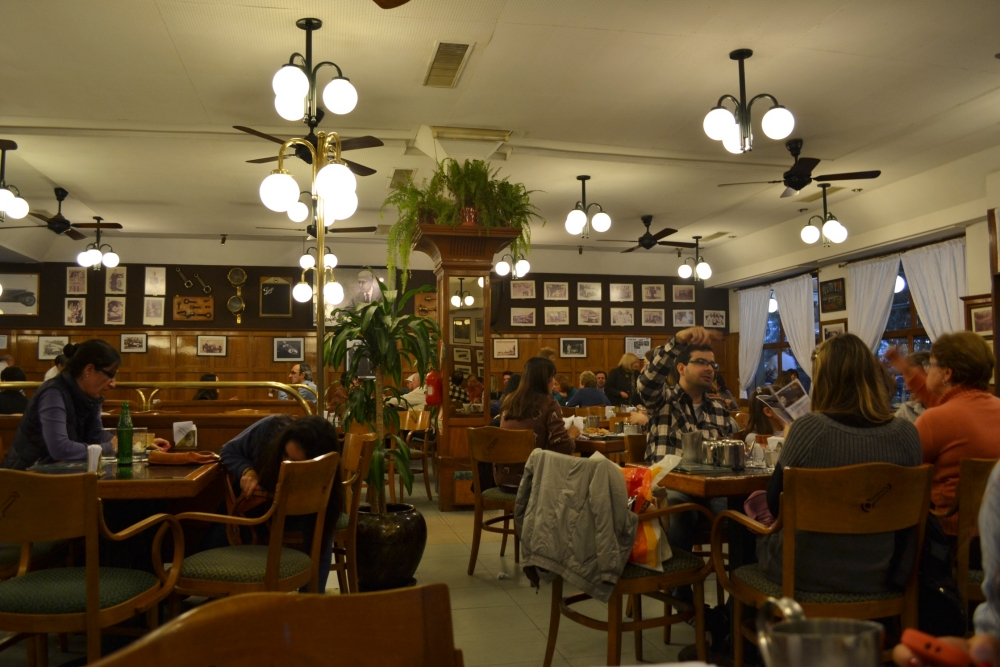
Interior de La Biela

Este bar pertenece al selecto grupo de «bares notables» de la ciudad de Buenos Aires, un grupo cuya principal característica es contarse entre los más representativos de la ciudad y estar oficialmente apoyados por programas oficiales del Gobierno de la Ciudad de Buenos Aires.

## Características
El salón del bar tiene capacidad para 400 personas sentadas.
Se ubica en lo alto de una barranca parquizada en la esquina de la avenida Quintana y la calle Roberto Marcelino Ortiz; desde allí se tiene una amplia vista hacia los alrededores de las avenidas Quintana y parte de la Avenida Alvear y el extremo nororiental de la Avenida Pueyrredón, por lo que se pueden observar desde las mesas ubicadas en la esquina vistas del cementerio de La Recoleta, la Iglesia del Pilar, el Centro Cultural Recoleta, el antiguo Asilo de Ancianos, la Plaza Francia, la Plaza Alvear, el Palais de Glace, el Museo Nacional de Bellas Artes, entre otros lugares.

## Decoración interior

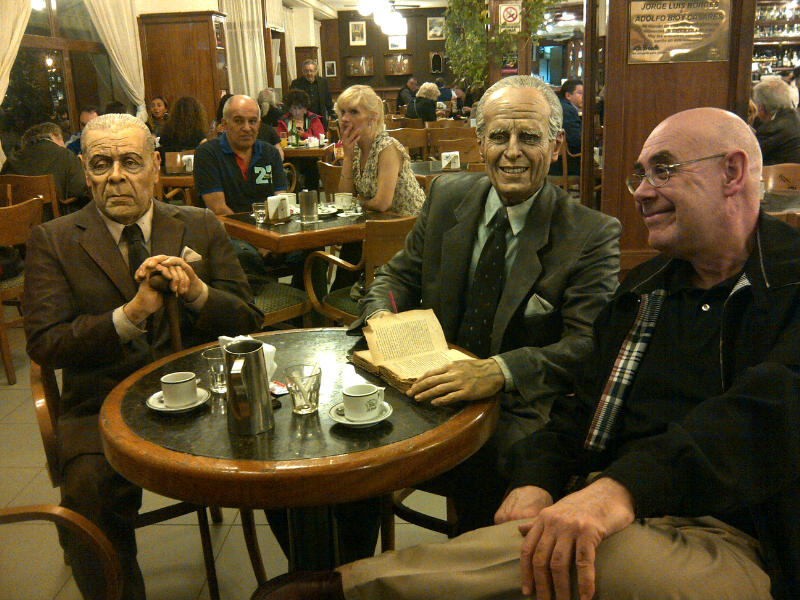
Los turistas se fotografían en La Biela junto a las esculturas de Jorge Luis Borges y de Adolfo Bioy Casares.

Algunos de los detalles del decorado son las antiguas fotos en blanco y negro de campeones de carreras automovilísticas, junto con una variedad de souvenires o elementos "tuercas" que incluyen parrillas de radiador, bielas, lámparas y bocinas que decoran las paredes del ya tradicional interior, que tiene paneles de madera (boiseries) y lujosas cortinas en las amplios ventanales.
Detrás de la barra hay fotografías tomadas por el escritor argentino Adolfo Bioy Casares, quien era uno de los habitués. Es decir, de los que solían frecuentar el café, y lo hacía junto a su amigo y escritor Jorge Luis Borges.
El artista plástico y escenógrafo Fernando Pugliese propuso evocar a Jorge Luis Borges y a Adolfo Bioy Casares de esta creativa manera: al entrar los turistas y habitués al tradicional café, se encuentran con dos parroquianos, de figura familiar, sentados en una de las mesas ubicadas junto a la puerta de ingreso.

## Historia
A mediados del siglo XIX, La Recoleta era una zona de tierras de cultivo y en el sitio que hoy ocupa el café se encontraba un almacén de ramos generales. En esta zona se hallaba el Prado Español, lugar donde se realizó la primera manifestación del 1 de mayo en la historia argentina. Cuando abrió sus puertas como terraza de un café pequeño en 1850 fue bautizado "La Veredita" por su propietario español, pero más tarde cambió su nombre a la barra del Aero(club), debido a su popularidad entre los miembros de las cercana Asociación Civil de Pilotos Argentinos (liderada a inicios del siglo XX por Jorge Newbery).
Durante muchos años el "Aero" fue muy concurrido por los políticos, escritores, artistas, actores y celebridades de los medios. La Biela adquirió su actual nombre en 1950, en el inicio de la moda "tuerca" (es decir, de aficionados al automovilismo), cuando se convirtió en un lugar de encuentro para las carreras de campeones de automóviles y para los amantes de aquel deporte. Entre ellos, el "Chueco" Juan Manuel Fangio, quien fuera el pentacampeón o cinco veces campeón del mundo en Fórmula 1 (hasta que tras su muerte fue, casi medio siglo después, superado por Michael Schumacher), y todos los amantes de este deporte.
En 1999, el Café La Biela fue declarado Lugar de interés cultural de la ciudad de Buenos Aires. La Biela, como la Confitería Richmond, han sido de los sitios de reunión culinaria de la gente más elegante del Cono Sur.

## Visitantes notables
Fueron visitantes notables del café Juan Manuel Fangio, José Froilán González, Juan Gálvez, Emerson Fittipaldi, Jackie Stewart, Robert Duvall, Francis Ford Coppola, Jorge Luis Borges, Adolfo Bioy Casares, Ernesto Sabato, Pablo Plavnick, Daniel Sonzini, Eduardo Sanguinetti y Mina Mazzini, entre otros.
Armando Catalano, más conocido como Guy Williams, el protagonista de la popular serie televisiva El Zorro, se encontraba también dentro de los asiduos visitantes de La Biela.